# Jan Dittrich
Jan Dittrich (* 22. Oktober 1976 in Darmstadt, Deutschland) ist ein ehemaliger deutscher Politiker und Mitglied der FDP.
Dittrich absolvierte 1996 am Ludwig-Georgs-Gymnasium in seiner Heimatstadt Darmstadt das Abitur. Nach seinem Wehrdienst in Mainz kehrte er nach Darmstadt zurück und studierte von 1997 bis 2000 an der örtlichen Technischen Universität Wirtschaftsingenieurwesen. Von 2000 bis 2005 belegte er schließlich die Fachrichtungen Politikwissenschaft, Volkswirtschaftslehre und Rechtswissenschaften und schloss das Studium als Bachelor of Arts ab. Im Anschluss daran absolvierte er zudem einen Master of Business Administration in Berlin und London.
Dittrich war von 1993 bis 2011 Mitglied der Jungen Liberalen und ist seit 1998 Mitglied der FDP. Vom 19. März 2004 bis zum 4. März 2005 war er Bundesvorsitzender der Jungen Liberalen. Am 2. März 2005 formulierte Dittrich in einer Pressemitteilung zum zweiten Armutsbericht der Bundesregierung polemische Thesen über das Verhältnis der Generationen, die es unter der Überschrift „Alte, gebt den Löffel ab“ auf die Titelseite der Bild-Zeitung schafften. Er forderte: „Es wird Zeit, dass die Alten von ihrem Tafelsilber etwas abgeben – einen Löffel oder besser gleich ein paar davon“, und zwar sollten „die Alten nicht länger auf Kosten der Jungen“ leben. Daraufhin wurde Dittrich aus allen politischen Richtungen – auch aus seinem eigenen Verband heraus – heftig kritisiert und trat kurz darauf von seinem Amt zurück. Die starke innerparteiliche Kritik steht im Kontext der damals aufgeladenen Stimmung in der Gesellschaft wegen des Rückbaus des Sozialstaates (Hartz-Reformen und Agenda 2010) und der Wahrnehmung und Stilisierung der FDP von politischen Gegnern als neoliberaler Partei der „sozialen Kälte“, denen Dittrich mit dieser Äußerung in die Hände spielte. Dittrichs Anliegen, die Generationengerechtigkeit in der Diskussion über die Verteilung der schrumpfenden Sozialausgaben zu betonen, wurde – nachdem Philipp Mißfelder bereits 2003 mit einer ähnlichen provokanten Äußerung dazu bekannt geworden war – in der Folge kontrovers diskutiert.
Nach seinem Rückzug aus der Politik arbeitete Dittrich für eine Unternehmensberatung in der Finanzbranche. Heute arbeitet er als Assistent von Klaus-Peter Müller, dem Aufsichtsratsvorsitzenden der Commerzbank.